# Hydropulper
Hydropulper – maszyna wykorzystywana między innymi w produkcji papieru toaletowego, służąca do rozdrabniania i rozwłókniania w dużej ilości wody masy celulozowej, makulatury, szmat oraz opakowań do żywności płynnej (tzw. TetraPak) itp.
Hydropulper zalicza się do tzw mokrej części maszyny papierniczej, służy do wirowego rozwłókniania celulozy, makulatury i nadaje się doskonale na niszczenie dokumentów. Nowe modele hydropulperów zaczynają się od symbolu HF a starsze HC